# Tiziana Bracelli
Tiziana Bracelli (1958) è un'ex sciatrice alpina italiana.

## Biografia
Tiziana Bracelli fece parte della nazionale italiana negli anni 1970; 
vinse la medaglia di bronzo nella combinata ai Campionati italiani 1974 e nella successiva stagione 1974-1975 in Coppa Europa fu 2ª nella classifica di discesa libera, suo ultimo risultato agonistico. Non prese parte a rassegne olimpiche e non ottenne piazzamenti di rilievo in Coppa del Mondo o ai Campionati mondiali.

## Palmarès

### Campionati italiani
- 1 medaglia[2]:
  - 1 bronzo (combinata nel 1974)